# Partido Andaluz del Progreso
Partido Andaluz del Progreso (PAP) fou un partit polític fundat el 1993 per Pedro Pacheco Herrera (aleshores alcalde de Jerez de la Frontera) com a escissió del Partit Andalusista quan en fou desplaçat de la junta directiva. Pretenia donar una nova veu al nacionalisme andalús i potenciar la seva veu a Madrid. A les eleccions generals espanyoles de 1993 només va obtenir 43.169 vots., raó per la qual a les eleccions al Parlament d'Andalusia de 1994 es va coaligar novament amb el Partit Andalusista en la coalició Poder Andaluz. Desaparegué quan el seu líder tornà a la si del PA.